# Aridaía
Aridaía (Aridea, Soumposkon, Aridaea, Aridaia, Ardea) är en kommunhuvudort i Grekland.   Den ligger i prefekturen Nomós Péllis och regionen Mellersta Makedonien, i den norra delen av landet, 400 km norr om huvudstaden Aten. Aridaía ligger 127 meter över havet och antalet invånare är 6 561.
Terrängen runt Aridaía är varierad.Runt Aridaía är det ganska glesbefolkat, med 21 invånare per kvadratkilometer. Närmaste större samhälle är Édessa, 18,9 km söder om Aridaía. Trakten runt Aridaía består till största delen av jordbruksmark.